# Fran Caínzos
Francisco Manuel Caínzos Palmero (Barcelona, España, 12 de julio de 1973) es un exfutbolista español que se desempeñaba como defensa.

## Clubes
| Club                              | País   | Año       |
| --------------------------------- | ------ | --------- |
| C. D. Ourense                     | España | 1996-1998 |
| R. C. Celta de Vigo               | España | 1998-1999 |
| U. D. Salamanca                   | España | 1999-2000 |
| C. D. Tenerife                    | España | 2000-2001 |
| U. D. Salamanca                   | España | 2001-2002 |
| S. D. Compostela                  | España | 2002-2004 |
| C. D. Ourense                     | España | 2004-2006 |
| La Barca Futbol Club Montehermoso | España | 2009-2010 |